# (11460) Juliafang
(11460) Juliafang est un astéroïde de la ceinture principale.

## Description
(11460) Juliafang est un astéroïde de la ceinture principale. Il fut découvert le 1er mars 1981 à l'observatoire de Siding Spring par Schelte J. Bus. Il présente une orbite caractérisée par un demi-grand axe de 2,24 UA, une excentricité de 0,11 et une inclinaison de 5,1° par rapport à l'écliptique.